# Changabang
Il Changabang è una montagna dell'Himalaya del Garhwal, nello Stato indiano dell'Uttarakhand. Fa parte delle cime che chiudono a nord-est il cosiddetto "santuario del Nanda Devi". La forma aguzza a dente di squalo e la presenza di ghiaccio su pareti molto inclinate lo rende alpinisticamente difficile da affrontare da qualunque versante, malgrado la relativamente bassa altezza delle sue pareti.

## Prima salita
Dopo un lungo periodo di isolamento, la riapertura dell'accesso al Garwhal da parte delle autorità permette a partire dagli anni settanta diverse ascensioni importanti nella zona. Una spedizione inglese guidata da Chris Bonington e dal colonnello Balwant Sandhu rinuncia ad affrontare l'impressionante parete ovest e raggiunge la cima il 4 giugno 1974 attraverso un itinerario ben più facile, che raggiunge il colle tra Changabang e Kalanka attraverso la parete sud-est e da qui sale lungo la cresta nord-est.

## Ascensioni importanti
- 1976 Sperone Sud-ovest - un team del Japanese Alpine Club raggiunge la cima il 14 giugno dopo 33 giorni di scalata con ampio utilizzo di corde fisse e progressione artificiale.[2][3]
- 1976 Parete Ovest - Peter Boardman e Joe Tasker raggiungono la vetta il 15 ottobre 1976 dopo 25 giorni di ascesa. Compiono un'impresa storica per l'epoca, utilizzando in stile alpino le tecniche di arrampicata big wall su difficoltà continue di V/VI/A2 in totale isolamento per più di 20 giorni.[4]
- 1978 Diretta alla parete Sud - Wojciech Kurtyka, Krzysztof Żurek, Alex McIntyre e John Porter con un exploit notevolissimo per i tempi tracciano in otto giorni di scalata (dopo aver attrezzato alcune lunghezze iniziale) un percorso diretto di VI/A3 fino alla cima, raggiunta il 27 settembre.[5]
- 1981 Cresta Sud - Ugo Manera e Lino Castiglia con un drappello di alpinisti piemontesi (Isidoro Meneghin, Claudio Sant’Unione, Pietro Crivellaro, Alessandro Zuccon, Roberto Bonis) non professionisti dell'alpinismo espugnano in diversi giorni e a più riprese la montagna che definiranno "la montagna della vita". Nella salita trovano materiale abbandonato dai predecessori Giapponesi durante la fase di ritirata.
- 1997 Parete Nord - Andy Cave, Mick Fowler, Brendan Murphy e Steve Sustad si aggiudicano la prima salita della parete nord, 1600 metri di parete caratterizzati da difficile arrampicata di misto su roccia e ghiaccio. Murphy muore nella discesa a causa di una valanga.[6]
- 1998 The Lightening Route - un team composto da quattro russi, guidati da Pavel Shabalin, e dall'americano Carlos Buhler, traccia un'impegnativa via (VII/A4) di quasi 1600 metri sulla parete nord.[7]

Nell'ottobre 2006 due alpinisti messicani, Andrés Delgado e Alfonso de la Parra, tracciano una nuova via alla vetta. Nella discesa incontrano una tempesta e vengono dichiarati ufficialmente dispersi il 6 novembre.